# Communauté de communes de la Vallée de la Marne
Die Communauté de communes de la Vallée de la Marne  ist ein ehemaliger französischer Gemeindeverband mit der Rechtsform einer Communauté de communes im Département  Haute-Marne in der Region Grand Est. Sie wurde am 28. Dezember 2002 gegründet und umfasste elf Gemeinden. Der Verwaltungssitz befand sich im Ort Chevillon.

## Historische Entwicklung
Mit Wirkung vom 1. Januar 2017 fusionierte der Gemeindeverband mit
- Communauté d’agglomération Saint-Dizier, Der et Blaise (vor 2017) sowie
- Communauté de communes du Pays du Der

und bildete so die Nachfolgeorganisation Communauté d’agglomération Saint-Dizier, Der et Blaise. Trotz der Namensgleichheit handelt es sich um eine Neugründung mit anderer Rechtspersönlichkeit.

## Ehemalige Mitgliedsgemeinden
1. Bayard-sur-Marne
2. Chamouilley
3. Chevillon
4. Curel
5. Eurville-Bienville
6. Fontaines-sur-Marne
7. Maizières
8. Narcy
9. Osne-le-Val
10. Rachecourt-sur-Marne
11. Roches-sur-Marne